# Pflegetagebuch
Ein Pflegetagebuch dient der Aufzeichnung von häuslichen Pflegeleistungen, die eine private Pflegeperson für einen Pflegebedürftigen erbringt.
Im Regelfall beantragen Pflegebedürftige Leistungen aus der Pflegeversicherung bei ihrer Pflegekasse. Diese leitet den Antrag an den Medizinischen Dienst der Krankenversicherung (MDK) weiter, der im Verlauf eines angemeldeten Hausbesuches beim Pflegebedürftigen den Grad der Selbständigkeit der pflegebedürftigen Person in einem Pflegegutachten feststellt. Anhand des Gutachtens legt die Pflegekasse den zutreffenden Pflegegrad fest.
In der Praxis kommt es vor, dass die Angaben, die Pflegebedürftige bzw. Pflegepersonen gegenüber dem MDK über notwendige Verrichtungen machen, nicht den tatsächlichen Gegebenheiten entsprechen. Oftmals werden nämlich bestimmte erforderliche Pflegeleistungen aus Scham oder schlicht aus Vergesslichkeit nicht angegeben, was sich im ungünstigsten Fall nachteilig auf die festgestellte Hilfebedürftigkeit und damit auf die Festsetzung des Pflegegrades auswirken kann. Auch kommt es, bedingt durch den Zeitdruck der MDK-Gutachter, häufig vor, dass pflegerelevante, für die Einstufung wichtige Sachverhalte während des Begutachtungstermins gar nicht angesprochen werden.
Durch das Führen eines Pflegetagebuches soll dem entgegengewirkt werden, d. h. die lückenlose Erfassung aller notwendigen Hilfe soll dadurch gewährleistet werden. Praktisch wird das so gehandhabt, dass jede an der Pflege und Betreuung beteiligte Person in das Pflegetagebuch für einen längeren Zeitraum, z. B. zwei Wochen, vor dem Besuch des MDK-Gutachters den Grad der Selbständigkeit der pflegebedürftigen Person einträgt. Grundlage für die Erfassung der Selbständigkeit mit einem Pflegetagebuch bilden 64 Fragen, die in den Richtlinien des GKV-Spitzenverbandes zur Feststellung der Pflegebedürftigkeit definiert wurden. Die gleichen 64 Fragen beantwortet der Medizinische Dienst der Krankenversicherung, um den Grad der Pflegebedürftigkeit und letztlich den passenden Pflegegrad zu ermitteln. Das ausgefüllte Pflegetagebuch wird dem Gutachter beim Hausbesuch vorgelegt, der in der Regel die Eintragungen bei seinen Feststellungen angemessen berücksichtigt.
Ein Pflegetagebuch ist auch wichtig, um im Fall eines Widerspruchs gegen eine Bescheid der Pflegekasse eine Dokumentation zu haben, die den tatsächlichen Pflegeaufwand belegt.
Das Führen eines Pflegetagebuches ist freiwillig. Wird kein Tagebuch vorgelegt, entbindet das die Gutachtenden des MDK nicht davon, Angaben der Pflegebedürftigen und der Pflegepersonen zu erbitten.
Bei den meisten Pflegekassen können Vordrucke für ein Pflegetagebuch telefonisch oder online angefordert werden. Mit der Einführung des zweiten Pflegestärkungsgesetzes sind jedoch die bis Ende 2016 gültigen Pflegetagebücher, in denen Pflegeminuten erfasst wurden, hinfällig. Viele Pflegekassen haben ihre Pflegetagebücher noch nicht aktualisiert.

## Kritik
Pflegetagebuchformulare waren in der Vergangenheit meist nach den im SGB XI aufgezählten Verrichtungen der Grundpflege sortiert. Pflegehilfen, die nicht täglich (Haare waschen) oder die oftmals täglich (ans Trinken erinnern) anfallen, passen nicht in solche Formulare. Auch Assistenzleistungen, die nur in Abhängigkeit von der Tagesform zu leisten sind, finden in solchen Spalten und Zeilen kaum Platz.
Mit der Einführung des Neuen Begutachtungsassessments (NBA) wurden die Begutachtungskritieren deutlich umfangreicher. Anhand von 64 Fragen wird der Grad der Selbständigkeit einer pflegebedürftigen Person ermittelt. Ein Pflegetagebuch muss die gleichen Fragen beantworten, um als Dokumentation einen Mehrwert zu bieten, was insbesondere für Laien einen beträchtlichen Zeitaufwand bedeutet.